# Csamdo-Bangdai repülőtér
A Csamdo-Bangdai repülőtér (nemzetközi alakjában: Qamdo Bangda Airport, ill. az első tag Chamdo írásmóddal is előfordul) (IATA: BPX, ICAO: ZUBD) Tibetben található, a Daocseng-Jading repülőtér 2013-as átadása után a Föld második legmagasabban fekvő repülőtere, tengerszint feletti magassága 4334 m.
Egyúttal a leghosszabb pályával rendelkezik, ennek hossza 5500 m.
A nagy magasság következtében uralkodó alacsony légnyomás extrém hosszúságú pályát tesz szükségessé, a repülőgépeknek ugyanis nagyobb sebességre van szükségük a fel- és leszálláshoz a ritka levegőben.
A kiszállás előtt az utasokat figyelmeztetik az alacsony légnyomás kellemetlen következményeire (szédülés), és ennek elkerülésére a lassú, megfontolt mozgást javasolják.

## Légitársaságok és úticélok
2023-ban a Csamdo-Bangdai repülőtérről az alábbi járatok indulnak:
| Légitársaság   | Célállomások                                        |
| -------------- | --------------------------------------------------- |
| Air China      | Chengdu–Shuangliu                                   |
| Tibet Airlines | Chengdu–Shuangliu, Chongqing, Lanzhou, Lhasa, Xi'an |
| West Air       | Chongqing                                           |